# Hornillos de Cameros
Hornillos de Cameros è un comune spagnolo di 15 abitanti situato nella comunità autonoma di La Rioja.